# Gebot des Schweigens
Gebot des Schweigens (Originaltitel: A Stoning in Fulham County) ist ein US-amerikanisches Filmdrama aus dem Jahr 1988, das auf einer wahren Begebenheit in den 1970er Jahren beruht. Der Film hatte seine Premiere in den USA am 24. Oktober 1988 und wurde am 8. November 1994 beim deutschen Privatsender VOX in Deutschland erstaufgeführt.

## Handlung
In Fulham County in North Carolina, USA lebt eine amische Gemeinde. Das Leben der Gemeinschaft wird jäh unterbrochen, als vagabundierende Jugendliche Steine in eine Kutsche der Amischen werfen und dadurch einen Säugling töten. Die Eltern des Kindes, Jacob und Sarah Shuler, sehen sich danach der Schadenfreude der anderen Dorfbewohner ausgesetzt.
Der junge Staatsanwalt Jim Sandler versucht einen Prozess gegen die Jugendlichen einzuleiten – unter anderem gegen den Willen der Eltern, die keine gerichtlichen Schritte einleiten wollen. Gemäß der Ideologie der Amischen wollen sie die Gewalt stattdessen ohne Vergeltung hinnehmen. Sandler ist entschlossen, ein Urteil zu erzwingen. Dabei will er jedoch vermeiden, den einzigen Augenzeugen des Tathergangs in den Zeugenstand zu rufen – seine Tochter Rachel.

## Kritik
„Gebot des Schweigens ist mit einigen herausragenden Schauspielleistungen versehen. Dazu zählt vor allem Ron Perlmans Porträt eines mitfühlenden und wortkargen Mannes, der geistig nicht dazu in der Lage ist, seinen Lebensstil hinsichtlich des Wohls Anderer zu verändern.“

„Dank eines intelligent angelegten Drehbuchs und solider Darstellerleistungen eine überdurchschnittliche Auseinandersetzung mit der Glaubensgemeinschaft der Amish-People.“

## Ehrungen
- 1989: Nominierung für einen Young Artist Award in der Kategorie „Beste junge Schauspielerin“ für Olivia Burnette